# Jacques Muller

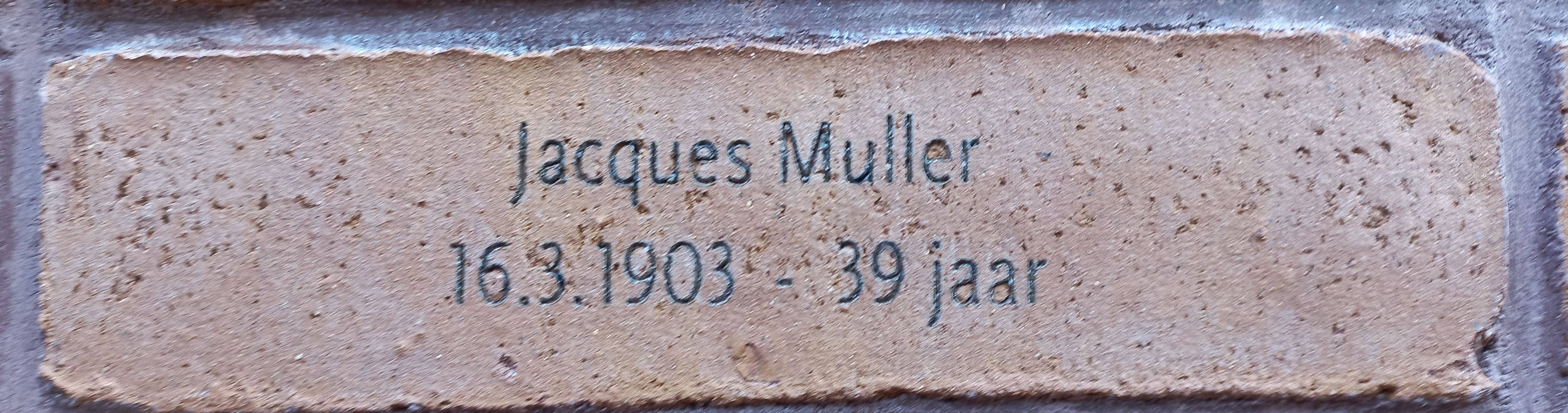
Naamsteen Namenmonument (april 2023)

Jacques Muller (Amsterdam, 16 maart 1903 – Auschwitz, 8 augustus 1942) was een Nederlands altviolist.
Hij was zoon van Binette Josephine Bramson en Mozes Muller. Hijzelf trouwde in 1929 in Brunswijk met de Duitse Conradine Elisabeth (Liesbeth) Willeke. Het echtpaar woonde enige tijd aan de Reitdiepstraat 8 in Amsterdam-Zuid.
Hij was al op jonge leeftijd halfwees, vader overleed in 1906. Hij kreeg zijn opleiding in de jaren twintig aan het Conservatorium van Amsterdam, de studie leverde hem steeds een uitstel van dienstplicht op. In 1928 werd hij daarvan definitief vrijgesteld vanwege kostwinnerschap.
Hij woonde enige tijd in Koblenz (1925) en Berlijn (1933). Mullers Nederlandse loopbaan begon vermoedelijk in het Utrechts Stedelijk Orkest. In de jaren dertig werd hij altviolist in het Concertgebouworkest en soms het bijbehorend kamerorkest. Het gezin kwam in 1935 over van Utrecht naar Amsterdam. In die laatste categorie speelde hij wel tijdens de zogenaamde Manetoconcerten (Manifestatie Nederlandse Toonkunst). In 1941 werden op last van de Duitse bezetter alle Joodse musici uit het orkest ontslagen. Van Muller is bekend dat hij in 1942 nog deel nam aan "Het Joodsche Strijkkwartet", een strijkkwartet met Sam Swaap, Nap de Klijn en Maurits Frank dat in februari en maart 1942 werken speelde van Darius Milhaud, Bernhard Sekles, Felix Mendelssohn Bartholdy (8 februari), Arnold Schönberg. Dmitri Sjostakovitsj (1 maart) en Felix Mandelssohn Bartholde, Karl Goldmark en Erich Wolfgang Korngold (22 maart). De drie concerten vonden plaats in Rapenburgerstraat 109, midden in de Jodenbuurt. Er mochten waarschijnlijk uitsluitend Joodse toehoorders naar toe. Het strijkkwartet had al eerder gespeeld voor de Joodse Raad voor Amsterdam. Muller maakte anders dan Swaap en De Klijn geen deel uit van het Joodsch Symphonie Orkest.
Het bood geen levenszekerheid. Hij werd gedeporteerd naar Kamp Westerbork en vervolgens naar Auschwitz. Hij liet het leven op 8 augustus 1942 met de officiële reden gastro-enteritis.
Zijn naam wordt sinds 16 oktober 2020 vermeld op het Gedenkteken Joodse Musici en het Holocaust Namenmonument.